# Argyrothelaira melancholica
Argyrothelaira melancholica là một loài ruồi trong họ Tachinidae.